# Tutto in 2 CD (Raffaella Carrà)
Tutto in 2 CD  ventisettesima raccolta italiana di Raffaella Carrà, pubblicata nel 2017 dall'etichetta discografica Sony Music RCA.

## Descrizione
Antologia di successi in due CD che ripropone in forma ridotta l'analoga e più completa Tutto in 3 CD, pubblicata dalle stesse etichette nel 2014. Infatti il primo CD compendia le migliori canzoni dei primi due dell'edizione precedente, riprendendo nello stesso ordine le prime 8 tracce del primo disco e estraendo le successive 4 dal secondo. Il secondo CD è una ristampa completa del terzo dell'altra raccolta, con identico ordine di tracce e titoli.
Questa compilation è stata resa disponibile per lo streaming e per il download digitale con il titolo Raffaella Carrà. Tuttavia non contiene inediti, non è mai stata promossa dalla cantante e non è accreditata in alcune discografie dell'artista.
In seguito alla scomparsa della cantante (luglio 2021) è schizzata nella top ten degli album più acquistati su ITunes, toccando il picco massimo della seconda posizione, ed è entrata anche nella classifica degli album più venduti in Italia raggiungendo la 44ª/37ª posizione.
Con oltre 15 milioni di streaming è diventato inoltre l'album della cantante più riprodotto in assoluto sulla piattaforma Spotify.
La copertina è simile a quella della Superbest Collection del 2005, ma senza il logo della serie economica.

## Tracce
CD 1
1. A far l'amore comincia tu (Liebelei) – 2:42 (testo: Daniele Pace – musica: Franco Bracardi)
2. E salutala per me – 4:35 (testo: Gianni Boncompagni – musica: Franco Bracardi)
3. Tanti auguri – 3:50 (testo: Gianni Boncompagni, Daniele Pace – musica: Gianni Boncompagni, Paolo Ormi)
4. Rumore – 3:30 (testo: Andrea Lo Vecchio – musica: Guido Maria Ferilli)
5. Forte forte forte – 3:22 (testo: Cristiano Malgioglio – musica: Franco Bracardi)
6. Pedro – 3:20 (testo: Gianni Boncompagni – musica: Gianni Boncompagni, Franco Bracardi, Paolo Ormi)
7. Felicità tà tà – 3:04 (testo: Gianni Boncompagni, Dino Verde – musica: Gianni Boncompagni, Paolo Ormi)
8. Festa (Fiesta) – 3:17 (testo: Gianni Boncompagni – musica: Franco Bracardi, Paolo Ormi)
9. Domani – 3:28 (testo: Gianni Belfiore – musica: Franco Bracardi)
10. Abbracciami – 4:02 (Guido Maria Ferilli)
11. Non dobbiamo litigare più – 3:22 (testo: Gianni Boncompagni – musica: Paolo Ormi, Franco Bracardi)
12. Ci vediamo domani – 3:10 (testo: Gianni Boncompagni – musica: Gianni Boncompagni, Paolo Ormi)

CD 2
1. Tuca tuca – 2:38 (testo: Gianni Boncompagni – musica: Franco Pisano)
2. Ma che musica maestro – 3:16 (testo: Sergio Paolini, Stelio Silvestri – musica: Franco Pisano)
3. Chissà se va – 2:51 (testo: Castellano e Pipolo[4] – musica: Franco Pisano)
4. El Borriquito – 3:40 (Peret[5])
5. Non pensar en ti – 3:17 (testo: Ignacio Canut – musica: Carlos García Berlanga)
6. Reggae Rrrrr! – 2:35 (testo: Gianni Boncompagni – musica: Franco Pisano)
7. Perdono, non lo faccio più – 1:56 (testo: Gianni Boncompagni – musica: Franco Pisano)
8. Accidenti a quella sera – 3:58 (Gianni Boncompagni)
9. Voglio tutto, soprattutto te (Whisky a go go) – 4:24 (testo: Cristiano Malgioglio – musica: Michael Sullivan, Paulo Massadas)
10. T'ammazzerei – 2:59 (testo: Antonio Amurri – musica: Gianni Boncompagni)
11. Sono nera – 3:45 (testo: Gianni Boncompagni – musica: Gianni Boncompagni, Paolo Ormi)
12. Mi sento bella – 3:41 (testo: Gianni Boncompagni – musica: Paolo Ormi)